# The X Vibe
The X Vibe is sinds 2010 een Nederlands radioprogramma dat syndicated wordt uitgezonden op tientallen lokale, streek- en digitale radiozenders. Het wordt gepresenteerd door Jesse Sprikkelman en Ron Selles. Er wordt dance- en housemuziek gedraaid.   

## Format
Het radioprogramma duurt een uur. Het bevat zowel nieuwe en populaire dance- en housemuziek als club-classics. Er worden minimaal 15 nummers per uitzending gedraaid, vaak meer. In april 2025 wisten Sprikkelman en Selles twee weken achter elkaar 21 platen te draaien.

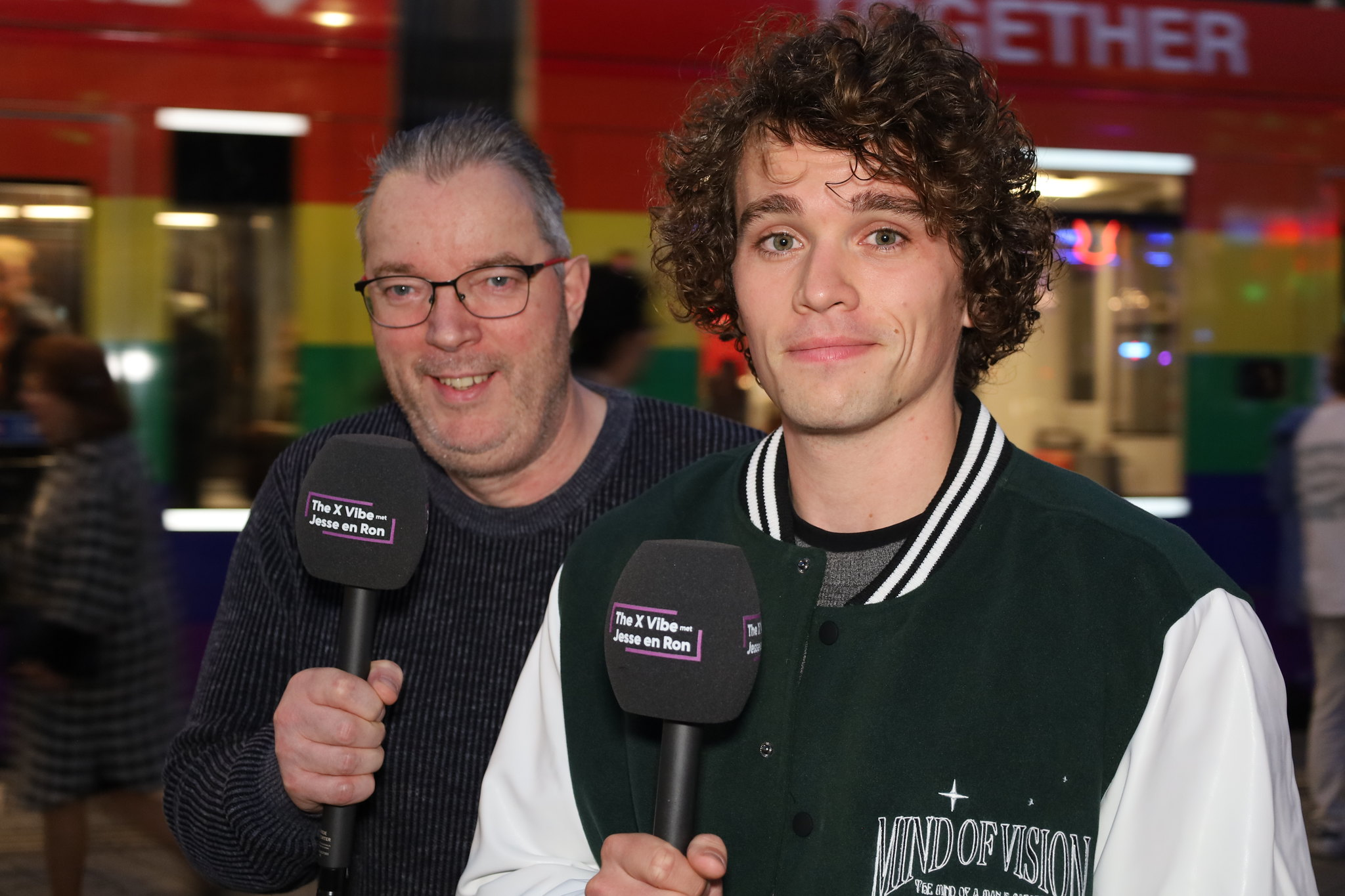
Jesse Sprikkelman en Ron Selles tijdens een uitzending op locatie van The X Vibe.

Ruud van Rijen heeft een vaste rubriek The Refix, waarin hij een oude Top 40-hit omtovert tot een dance-versie. In de laatste tien minuten van het programma wordt er aaneengesloten deephouse gedraaid, onder de noemer The X Vibe Chill.     

## Geschiedenis
In 2010 startte Selles het radioprogramma op RTV Veluwezoom, toen nog enkel bestaande uit mixen van een uur. In 2012 kwam Sprikkelman erbij. In die periode gingen ook andere lokale omroepen het radioprogramma live uitzenden.  
Na een pauze keerde het programma in 2023 terug als opgenomen syndicated radioshow. Wat inhoudt dat radiozenders het op een tijdstip naar keuze kunnen uitzenden. Dit gebeurt veelal op vrijdag- of zaterdagavond. Het programma wordt sindsdien geproduceerd en gedistribueerd door productiebedrijf ProduMedia.  
Tientallen radiozenders in Nederland zenden het uit. Voorbeelden van Nederlandse streekomroepen die het uitzenden zijn Roulette FM, Koekstad FM en Vechtdal fm. Ook in het buitenland wordt The X Vibe uitgezonden. Waaronder in België. En het is voor Nederlandse toeristen te ontvangen in diverse Spaanse regio’s zoals Ibiza en de Costa Blanca. 

## The Chill Vibe
Sinds juli 2025 maken Sprikkelman en Selles een spin-off genaamd The Chill Vibe. Daarin wordt soft pop, soft r&b en klassieke rhythm-and-blues gedraaid. Dit programma wordt op zondagochtend uitgezonden op enkele lokale radiozenders zoals Koekstad FM en Roulette FM.

## Dance 15
De Dance 15 is de jaarlijkse hitlijst van The X Vibe. Het bevat de meest populaire dancetracks van het afgelopen jaar. De lijst wordt, in het laatste weekend van het jaar uitgezonden op alle radiozenders die The X Vibe wekelijks uitzenden. 
Het resultaat is gebaseerd op de populariteit van tracks in nachtclubs en op dancefestivals. David Guetta is al jaren hofleverancier van de lijst. Hij heeft er 26 keer in gestaan. Er zijn maar twee dj's die twee jaar op rij met dezelfde track in de lijst hebben gestaan. Avicii in 2013 en 2014 met Hey Brother en in 2012 en 2011 met Levels. En Tiësto in 2020 en 2021 met The Business.

### Editie 2024
| Nr. | Uitvoerder                            | Titel                                 |
| --- | ------------------------------------- | ------------------------------------- |
| 1   | Purple Disco Machine                  | Beat Of Your Heart                    |
| 2   | Zerb                                  | Mwaki                                 |
| 3   | CYRIL                                 | Stumblin' In                          |
| 4   | Alok ft. Bebe Rexha                   | Deep In Your Love                     |
| 5   | Mr. Belt & Wezol                      | It's Not Right But It's Okay          |
| 6   | David Guetta ft. OneRepublic          | I Don't Wanna Wait                    |
| 7   | Lost Frequencies ft. Tom Odell        | Black Friday                          |
| 8   | Kygo                                  | For Life                              |
| 9   | Kris Kross Amsterdam                  | Queen of My Castle                    |
| 10  | Jaxomy                                | Pedro                                 |
| 11  | David Guetta                          | When We Were Young (The Logical Song) |
| 12  | David Guetta ft. Alesso               | Never Going Home Tonight              |
| 13  | Dimitri Vegas & Like Mike             | Thank You (Not So Bad)                |
| 14  | Ofenbach                              | Overdrive                             |
| 15  | The Blessed Madonna ft. Kylie Minogue | Edge Of Saturday Night                |

### Editie 2023
| Nr. | Uitvoerder                  | Titel                 |
| --- | --------------------------- | --------------------- |
| 1   | Tiësto                      | Lay Low               |
| 2   | Kris Kross Amsterdam        | How You Samba         |
| 3   | Lost Frequencies            | Back To You           |
| 4   | Raye ft. Cassö              | Prada                 |
| 5   | Joel Corry                  | 0800 Heaven           |
| 6   | Felix Jaehn ft. Ray Dalton  | Call It Love          |
| 7   | Calvin Harris ft. Sam Smith | Desire                |
| 8   | Peggy Gou                   | (It Goes Like) Nanana |
| 9   | Lost Frequencies            | The Feeling           |
| 10  | David Guetta ft. Anne-Marie | Baby Don't Hurt Me    |
| 11  | Purple Disco Machine        | Substitution          |
| 12  | Alok ft. Ava Max            | Car Keys (Ayla)       |
| 13  | Jax Jones ft. Calum Scott   | Whistle               |
| 14  | Dimitri Vegas & Like Mike   | She Knows             |
| 15  | Kris Kross Amsterdam        | Stay (Never Leave)    |

### Editie 2022
| Nr. | Uitvoerder                   | Titel                    |
| --- | ---------------------------- | ------------------------ |
| 1   | Tiësto                       | The Motto                |
| 2   | James Hype                   | Ferrari                  |
| 3   | David Guetta ft. Bebe Rexha  | I'm Good (Blue)          |
| 4   | Meduza                       | Bad Memories             |
| 5   | Purple Disco Machine         | In the Dark              |
| 6   | David Guetta ft. Becky Hill  | Crazy What Love Can Do   |
| 7   | La Fuente                    | I Want You               |
| 8   | Jax Jones                    | Where Did You Go?        |
| 9   | Kris Kross Amsterdam         | Adrenaline               |
| 10  | Lost Frequencies             | Young Right Now          |
| 11  | Ofenbach                     | Hurricane                |
| 12  | Armin van Buuren             | Come Around Again        |
| 13  | Gabry Ponte                  | We Could Be Together Now |
| 14  | Oliver Tree ft. Robin Schulz | Miss You                 |
| 15  | LF System ft. David Guetta   | Afraid To Feel           |

### Editie 2021
| Nr. | Uitvoerder                      | Titel                    |
| --- | ------------------------------- | ------------------------ |
| 1   | Afrojack ft. David Guetta       | Hero                     |
| 2   | Robin Schulz                    | All We Got               |
| 3   | Farruko                         | Pepas                    |
| 4   | Nightcrawlers ft. Riton         | Friday                   |
| 5   | Kris Kross Amsterdam ft. Shaggy | Early in the Morning     |
| 6   | Purple Disco Machine            | Hypnotized               |
| 7   | Nathan Evans ft. 220KID         | Wellerman                |
| 8   | Lost Frequencies                | Where Are You Now        |
| 9   | Marshmello ft. Jonas Brothers   | Leave Before You Love Me |
| 10  | Glass Animals                   | Heat Waves               |
| 11  | Sia ft. David Guetta            | Floating Through Space   |
| 12  | Lost Frequencies                | Rise                     |
| 13  | Shouse                          | Love Tonight             |
| 14  | Ofenbach                        | Wasted Love              |
| 15  | Tiësto                          | The Business             |

### Editie 2020
| Nr. | Uitvoerder                   | Titel              |
| --- | ---------------------------- | ------------------ |
| 1   | Joel Corry                   | Head & Heart       |
| 2   | Saint jhn ft. Imanbek        | Roses              |
| 3   | Master KG ft. Nomcebo        | Jerusalema         |
| 4   | Lost Frequencies             | Love to Go         |
| 5   | Tiësto                       | The Business       |
| 6   | David Guetta ft. Sia         | Let's Love         |
| 7   | Regard                       | Ride It (Regard)   |
| 8   | Sam Feldt                    | Far Away From Home |
| 9   | Lucas & Steve                | Perfect            |
| 10  | Martin Garrix ft. Dean Lewis | Used to Love       |
| 11  | The Weeknd                   | Blinding Lights    |
| 12  | Clean Bandit                 | Tick Tock          |
| 13  | Martin Garrix                | Drown              |
| 14  | Lost Frequencies             | Don't Leave Me Now |
| 15  | Lucas & Steve                | Letters            |

### Editie 2019
| Nr. | Uitvoerder                                 | Titel                           |
| --- | ------------------------------------------ | ------------------------------- |
| 1   | Meduza                                     | Piece of Your Heart             |
| 2   | Tiësto ft. Jonas Blue ft. Rita Ora         | Ritual                          |
| 3   | Avicii                                     | SOS                             |
| 4   | Calvin Harris ft. Rag'n'Bone Man           | Giant                           |
| 5   | Kris Kross Amsterdam ft. Kraantje Pappie   | Moment                          |
| 6   | Kygo ft. Whitney Houston                   | Higher Love                     |
| 7   | David Guetta ft. Bebe Rexha ft. J Balvin   | Say My Name                     |
| 8   | R3hab x A Touch Of Class                   | All Around the World (La La La) |
| 9   | Robin Schulz                               | Speechless                      |
| 10  | Avicii                                     | Heaven                          |
| 11  | Younotus                                   | Narcotic                        |
| 12  | Daddy Yankee                               | Con Calma                       |
| 13  | Kris Kross Amsterdam ft. Nielson           | Ik Sta Jou Beter                |
| 14  | Martin Garrix                              | Summer Days                     |
| 15  | Dimitri Vegas & Like Mike ft. David Guetta | Instagram                       |

### Editie 2018
| Nr. | Uitvoerder                   | Titel       |
| --- | ---------------------------- | ----------- |
| 1   | Calvin Harris ft. Dua Lipa   | One Kiss    |
| 2   | David Guetta ft. Sia         | Flames      |
| 3   | Jonas Blue                   | Rise        |
| 4   | Zedd                         | The Middle  |
| 5   | Calvin Harris ft. Sam Smith  | Promises    |
| 6   | Dynoro ft. Gigi D'Agostino   | In My Mind  |
| 7   | Armin van Buuren             | Therapy     |
| 8   | Clean Bandit ft. Demi Lovato | Solo        |
| 9   | Marshmello ft. Bastille      | Happier     |
| 10  | Kris Kross Amsterdam         | Whenever    |
| 11  | Axwell                       | Dreamer     |
| 12  | Martin Garrix ft. Khalid     | Ocean       |
| 13  | Zedd                         | Happy Now   |
| 14  | Sean Paul ft. David Guetta   | Mad Love    |
| 15  | Tiësto                       | Jackie Chan |

### Editie 2017
| Nr. | Uitvoerder                     | Titel                      |
| --- | ------------------------------ | -------------------------- |
| 1   | Lucas & Steve                  | Up Till Dawn (On the Move) |
| 2   | Axwell Λ Ingrosso              | More Than You Know         |
| 3   | Kygo ft. Selena Gomez          | It Ain't Me                |
| 4   | Jonas Blue                     | Mama                       |
| 5   | Martin Garrix ft. Dua Lipa     | Scared to Be Lonely        |
| 6   | Armin van Buuren               | Sunny Days                 |
| 7   | The Chainsmokers ft. Coldplay  | Something Just Like This   |
| 8   | Avicii                         | Without You                |
| 9   | Jax Jones                      | You Don't Know Me          |
| 10  | David Guetta ft. Justin Bieber | 2U                         |
| 11  | Kygo                           | Stargazing                 |
| 12  | Martin Garrix ft. Troye Sivan  | There for You              |
| 13  | Kygo                           | Sunrise                    |
| 14  | The Weeknd ft. Daft Punk       | I Feel It Coming           |
| 15  | The Chainsmokers               | Paris                      |

### Editie 2016
| Nr. | Uitvoerder                           | Titel                     |
| --- | ------------------------------------ | ------------------------- |
| 1   | Mike Posner                          | I Took a Pill in Ibiza    |
| 2   | DJ Snake ft. Justin Bieber           | Let Me Love You           |
| 3   | Major Lazer ft. Justin Bieber        | Cold Water                |
| 4   | The Chainsmokers ft. Halsey          | Closer                    |
| 5   | Major Lazer                          | Light It Up               |
| 6   | Kungs                                | This Girl                 |
| 7   | Calvin Harris ft. Rihanna            | This Is What You Came For |
| 8   | Jonas Blue                           | Fast Car                  |
| 9   | Martin Garrix ft. Bebe Rexha         | In the Name of Love       |
| 10  | Afrojack                             | Hey                       |
| 11  | The Chainsmokers                     | Don't Let Me Down         |
| 12  | Sam Feldt ft. Lucas & Steve          | Summer on You             |
| 13  | Galantis                             | No Money                  |
| 14  | Cheat Codes ft. Kris Kross Amsterdam | Sex                       |
| 15  | Twenty One Pilots                    | Stressed Out              |

### Editie 2015
| Nr. | Uitvoerder                           | Titel                          |
| --- | ------------------------------------ | ------------------------------ |
| 1   | Major Lazer ft. DJ Snake             | Lean On                        |
| 2   | Lost Frequencies                     | Are you with me                |
| 3   | Kygo                                 | Stole the Show                 |
| 4   | Years & Years                        | King                           |
| 5   | Felix Jaehn ft. Jasmine Thompson     | Ain't Nobody (Loves Me Better) |
| 6   | Lost Frequencies                     | Reality                        |
| 7   | Calvin Harris                        | How Deep Is Your Love          |
| 8   | Skrillex ft. Diplo ft. Justin Bieber | Where Are Ü Now                |
| 9   | Galantis                             | Runaway (U & I)                |
| 10  | Avicii                               | Waiting for Love               |
| 11  | Axwell Λ Ingrosso                    | Sun Is Shining                 |
| 12  | Martin Garrix ft. Usher              | Don't Look Down                |
| 13  | Calvin Harris ft. Ellie Goulding     | Outside                        |
| 14  | Eva Simons                           | Policeman                      |
| 15  | Robin Schulz                         | Sugar                          |

### Editie 2014
| Nr. | Uitvoerder                              | Titel                    |
| --- | --------------------------------------- | ------------------------ |
| 1   | Calvin Harris                           | Summer                   |
| 2   | Clean Bandit ft. Jess Glynne            | Rather Be                |
| 3   | Tove Lo ft. Hippie Sabotage             | Stay High (Habits Remix) |
| 4   | Lilly Wood & The Prick ft. Robin Schulz | Prayer in C              |
| 5   | Avicii                                  | Addicted to You          |
| 6   | Calvin Harris ft. John Newman           | Blame                    |
| 7   | Afrojack                                | Ten Feet Tall            |
| 8   | Avicii                                  | Hey Brother              |
| 9   | Klingande                               | Jubel                    |
| 10  | David Guetta ft. Sam Martin             | Lovers on the Sun        |
| 11  | David Guetta ft. Showtek                | Bad                      |
| 12  | Avicii                                  | These Days               |
| 13  | Kygo                                    | Firestone                |
| 14  | Kiesza                                  | Hideaway                 |
| 15  | David Guetta ft. Sam Martin             | Dangerous                |

### Editie 2013
| Nr. | Uitvoerder                          | Titel                       |
| --- | ----------------------------------- | --------------------------- |
| 1   | Armin van Buuren ft. Trevor Guthrie | This Is What It Feels Like  |
| 2   | Avicii                              | Wake Me Up                  |
| 3   | Macklemore ft. Ryan Lewis           | Can't Hold Us               |
| 4   | Martin Garrix                       | Animals                     |
| 5   | Klangkarussell                      | Sonnentanz                  |
| 6   | Will.i.am ft. Britney Spears        | Scream & Shout              |
| 7   | DVBBS ft. Borgeous                  | Tsunami                     |
| 8   | Wildstylez ft. Niels Geusebroek     | Year of Summer              |
| 9   | Major Lazer                         | Watch Out for This (Bumaye) |
| 10  | Showtek                             | Cannonbal                   |
| 11  | Bakermat                            | One Day (Vandaag)           |
| 12  | Avicii                              | Hey Brother                 |
| 13  | Nicky Romero                        | I Could Be the One          |
| 14  | Afrojack                            | The Spark                   |
| 15  | Yellow Claw ft. Rochelle            | Shotgun                     |

### Editie 2012
| Nr. | Uitvoerder                 | Titel                        |
| --- | -------------------------- | ---------------------------- |
| 1   | Will.i.am                  | This Is Love                 |
| 2   | Sandro Silva               | Epic                         |
| 3   | PSY                        | Gangnam Style                |
| 4   | Afrojack                   | Can't Stop Me                |
| 5   | Otto Knows                 | Million Voices               |
| 6   | David Guetta ft. Sia       | She wolf (Falling to pieces) |
| 7   | Studio Killers             | Ode to the Bouncer           |
| 8   | Swedish House Mafia        | Don't You Worry Child        |
| 9   | Rudimental ft. John Newman | Feel the Love                |
| 10  | Major Lazer                | Get Free                     |
| 11  | Far East Movement          | Turn Up The Love             |
| 12  | David Guetta ft. Usher     | Without You                  |
| 13  | Avicii                     | Levels                       |
| 14  | Yellow Claw                | Krokobil                     |
| 15  | Calvin Harris              | Feel So Close                |

### Editie 2011
| Nr. | Uitvoerder                  | Titel                        |
| --- | --------------------------- | ---------------------------- |
| 1   | Avicii                      | Levels                       |
| 2   | David Guetta ft. Sia        | Titanium                     |
| 3   | Martin Solveig              | Hello                        |
| 4   | David Guetta ft. Rihanna    | Who's That Chick?            |
| 5   | Neon Trees                  | Animal                       |
| 6   | Swedish House Mafia         | Save the World               |
| 7   | Calvin Harris ft. Rihanna   | We Found Love                |
| 8   | David Guetta ft. Snoop Dogg | Sweat                        |
| 9   | LMFAO                       | Sexy and I Know It           |
| 10  | Bingo Players               | Cry (Just a Little)          |
| 11  | Tiësto ft. Diplo            | C'mon (Catch 'Em By Suprise) |
| 12  | The Partysquad              | Ik Ga Hard                   |
| 13  | Duck Sauce                  | Barbra Streisand             |
| 14  | Eric Prydz ft. M83          | Midnight City                |
| 15  | Avicii ft. Shermanology     | Blessed                      |

### Editie 2010
| Nr. | Uitvoerder                               | Titel                       |
| --- | ---------------------------------------- | --------------------------- |
| 1   | Avicii (Tim Berg)                        | Bromance                    |
| 2   | David Guetta ft. Kid Cudi                | Memories                    |
| 3   | David Guetta ft. Flo Rida                | Club Can't Handle Me        |
| 4   | Swedish House Mafia                      | One (Your Name)             |
| 5   | Mike Posner                              | Cooler Than Me              |
| 6   | Far East Movement                        | Like a G6                   |
| 7   | Swedish House Mafia                      | Miami 2 Ibiza               |
| 8   | Alex Gaudino                             | I'm in Love (I Wanna Do It) |
| 9   | Afrojack ft. Eva Simons                  | Take over control           |
| 10  | Robyn                                    | Dancing on My Own           |
| 11  | Black Eyed Peas                          | Don't Stop the Party        |
| 12  | Tiësto ft. Nelly Furtado                 | Who Wants to Be Alone       |
| 13  | Armin van Buuren ft. Sophie Ellis-Bextor | Not Giving Up On Love       |
| 14  | Avicii (Tim Berg)                        | My Feelings For You         |
| 15  | Stromae                                  | Alors On Danse              |